# Jocaste (film, 1925)
Pour les articles homonymes, voir Jocaste (homonymie).
Pour plus de détails, voir Fiche technique et Distribution.
Jocaste est un film français réalisé par Gaston Ravel et sorti en 1925.

## Fiche technique
- Titre : Jocaste
- Réalisation : Gaston Ravel
- Scénario : Gaston Ravel, d'après la nouvelle d'Anatole France[1]
- Photographie : Georges Lafont et Henri Stuckert
- Décors : Tony Lekain
- Production : Films de France
- Pays d'origine :  France
- Format :  Noir et blanc - 1,33:1
- Date de sortie : France - 15 mai 1925

## Distribution
- Sandra Milowanoff	: Hélène Haviland
- Thomy Bourdelle : le docteur René Longuemarre
- Claude Mérelle : Jocaste
- Henri Fabert : le docteur Groult
- Gabriel Signoret : Martin Haviland
- Abel Tarride : Fellaire de Sizac
- Jean Forest : Georges Haviland